# Полет 870 на „Итавия“
Полет 870 на „Итавия“ е редовен вътрешен пътнически полет от летище „Болоня Гулиелмо Маркони“, Болоня, до летище „Палермо Пунта Раизи“, Палермо, Италия, управляван от „Итавия“. На 27 юни 1980 г. самолетът „Макдонал Дъглас DC-9-15“, който изпълнява полета, се разпада във въздуха и разбива в Тиренско море между островите Понца и Устика на път за Палермо. В катастрофата загиват всички 77 пътници и 4 члена на екипажа на борда на машината. Въздушното бедствие е известно в Италия като „клането в Устика“.
Инцидентът довежда до многобройни разследвания, както и съдебни действия и обвинения; то продължава да бъде източник на противоречия, включително твърдения за заговор от правителството на Италия и други. Италиански медии и Франческо Косига, министър-председател на Италия по това време, приписват катастрофата на случайното сваляне от френска ракета по време на бой между либийски и френски изтребители. През септември 2023 г. бившият италиански премиер Джулиано Амато заявява, че инцидентът е „част от план за сваляне на самолета на Кадафи“.
През септември 2011 г. граждански трибунал в Палермо нарежда на италианското правителство да плати 100 милиона евро обезщетения на роднините на жертвите за това, че властите не осигуряват защита на полета, укриват истината и унищожават доказателства.